# Calyptra minuticornis
Calyptra minuticornis là một loài bướm đêm thuộc họ Noctuidae. Nó được tìm thấy ở Indonesia và Ấn Độ. The coloration of C. minuticornis is grey, with darker colored viens.